# Catedral de Cristo Salvador (Borki)
A Catedral de Cristo Salvador (em russo: Храм Христа Спасителя) foi uma igreja ortodoxa russa em Borki, uma vila da província de Carcóvia, na Ucrânia.

## História
Em 29 de outubro de 1888, um trem em que a Família Imperial da Rússia estava sendo transportada descarrilou. Embora tenha havido muitos mortos e feridos, milagrosamente nenhum membro da família imperial ficou ferido. No Império Russo, a salvação da família imperial foi interpretada como um julgamento de Deus sobre a legitimidade do governo do czar Alexandre III da Rússia sobre o Império. Se calcula que foram construídas mais de 120 igrejas para expressar gratidão pela salvação.
A igreja foi projetada pelo arquiteto Robert Robertovich Marfeld (1852-1921). A consagração da igreja contou com a presença, dentre outros, da Imperatriz Maria Feodorovna e do Czarevich Nicolau. O edifício, construído em estilo russo-bizantino, era cercado em três lados por uma galeria coberta e coroada por uma grande cúpula dourada. Havia espaço para 1.400 fiéis. A igreja serviu de modelo para muitas outras igrejas, incluindo a Igreja da Epifania, em São Petersburgo, na Rússia, e a Catedral de Santa Sofia, em Harbin, na China.

## Destruição
Após a Revolução de Outubro, a igreja foi fechada e transformada em um repositório de substâncias tóxicas. Durante a Segunda Guerra Mundial, um incêndio atingiu a igreja, destruindo a cúpula dourada. No final da guerra, a igreja acabou explodindo. Alguns mosaicos sobreviveram à destruição. A 60 metros do local da catedral, ainda existe uma capela, restaurada no início dos anos 2000.